# Baltic Reflections
Baltic Reflections er en dokumentarfilm instrueret af Eric Bednarski efter eget manuskript.